# 調教

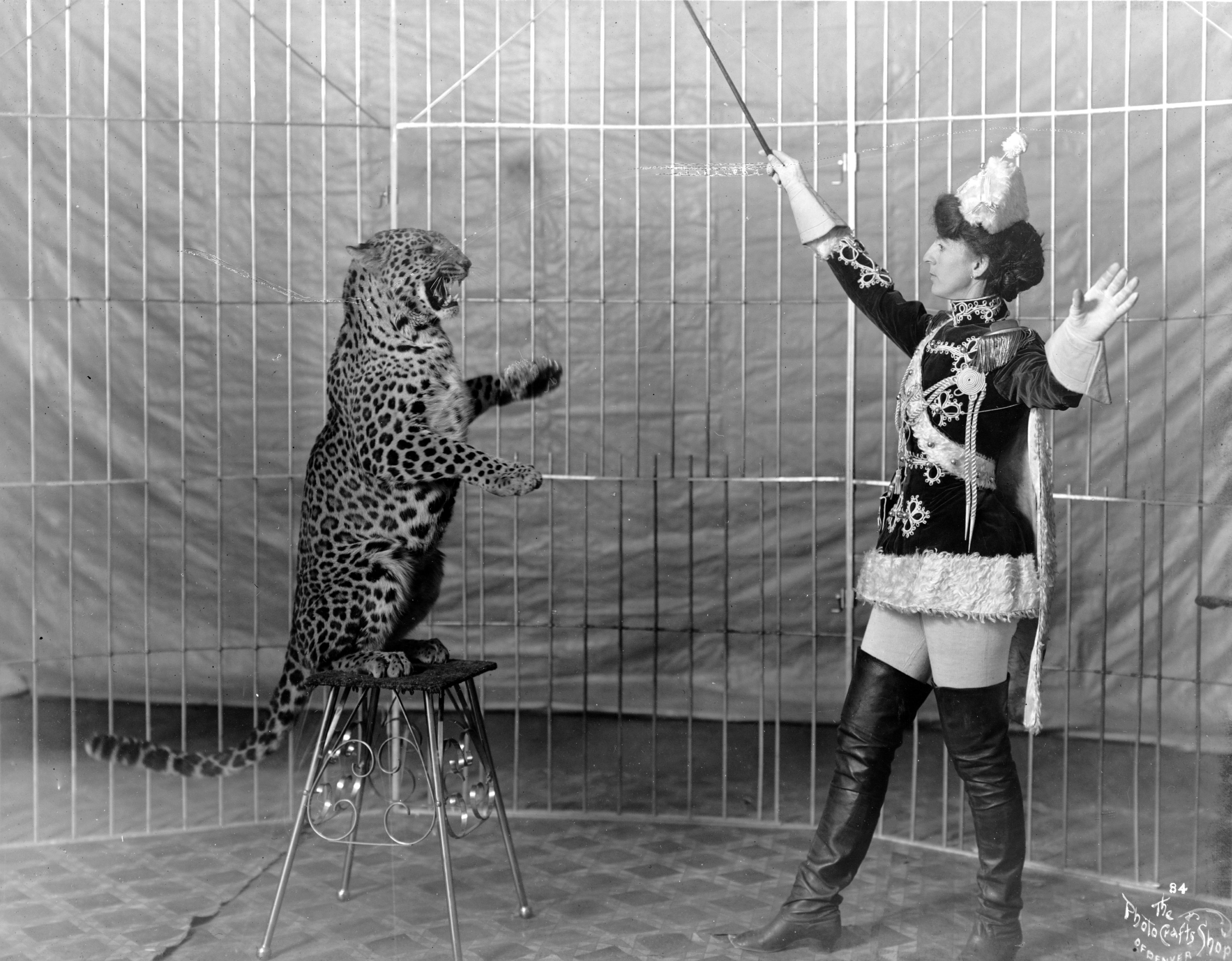
ヒョウと、女性のサーカス用動物調教師 Dolores Vallecita（1906年）

調教（ちょうきょう、英: training）とは、人間・動物に対して行われる訓練を指す。

## 概要

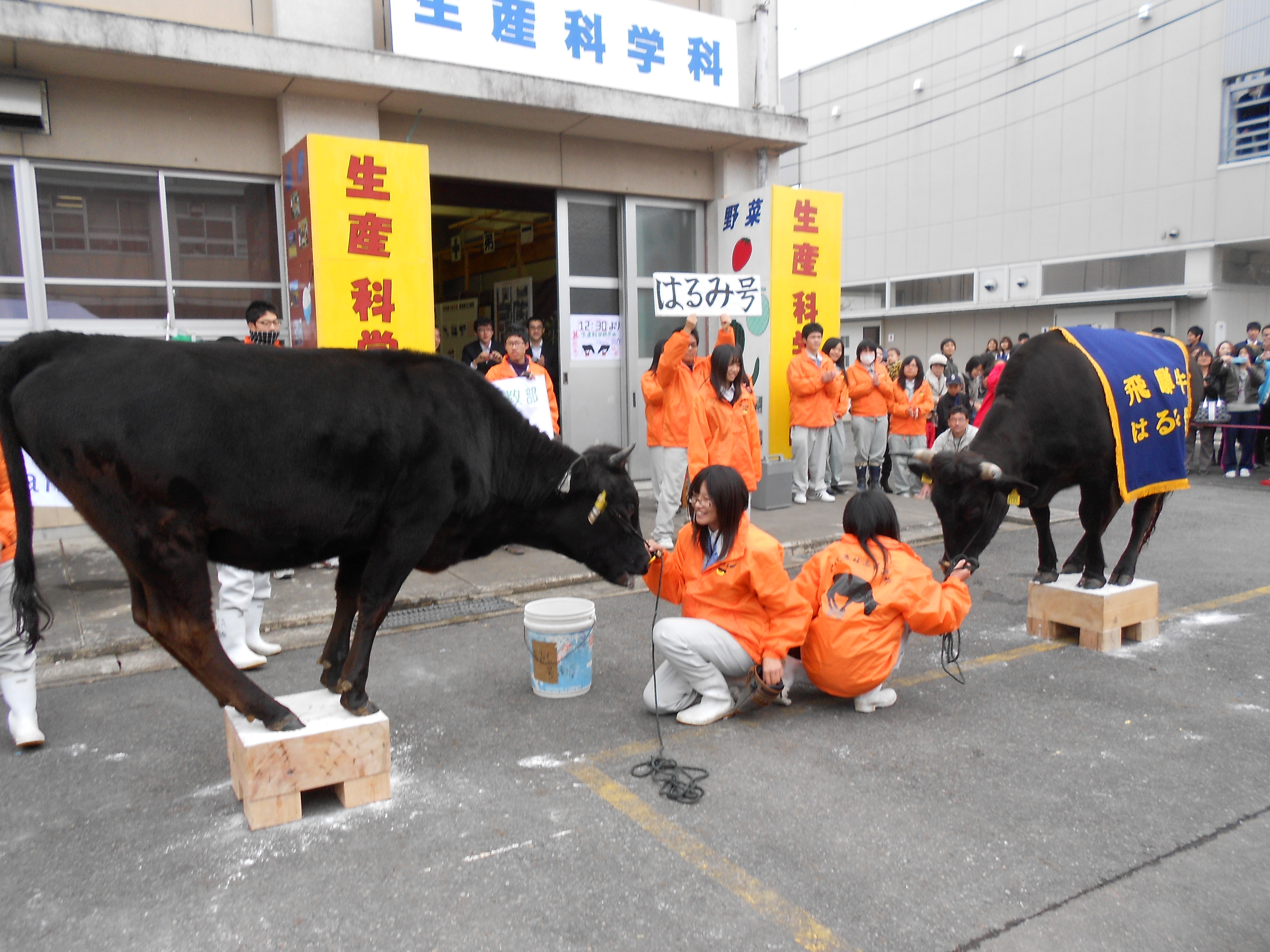
碁盤乗りの例　岐阜県立加茂農林高等学校にて

一般的には、サーカス等において、猛獣や動物でショーを行う際に行われる動物への調教を指す。主に、人に馴れさせることや、人間の命令を聞くようにするために行われる。調教を行う人間を調教師と呼ぶ。
家畜の一部にも行われることがあり、ウマ(競馬や馬術)、ドッグショーのイヌなどで行われている。ペットの犬が言うことを聞かない場合などに、専門の調教(しつけ)を行うことがある。
牛が45センチ四方の碁盤に乗る高等調教もある。人に従順に育てるための高度な調教技術の一つで、大正時代から伝わるとされる。
調教の過程で、動物の意思に反することが行われたり、鞭打ち等の体罰が加えられる場合がある。イルカやシャチに関しては、芸を自ら楽しんで行うため、体罰を与える事はなく、褒美の餌の量や与え方で調教を行う。また、イルカショーはイルカの飼育環境内での単調になる生活に逆に刺激を与える効果があり、むしろ動物福祉でいうところのエンリッチメントであるという見解もある。
近年は動物福祉の向上を狙って、飼育動物にハズバンダリートレーニング(受診動作訓練)を行い、獣医学的ケアに役立てている。

## 人間に対して
もともと動物向けの言葉なので、人間に用いる場合は侮蔑的な揶揄を含んだ言葉になる。そのため調教という用語を用いずに、トレーニング、訓練という言葉を用いることが殆んどである。

## SMにおける調教
SMの世界では、前述の侮蔑的な意味を踏まえて人間に対し調教を行う。これは世間の一般常識に慣らされてしまっている相手に対し、SM的手法による性的快楽を促すためのものである。
具体的には、羞恥心は誰もが持っているものであるが、その羞恥心によって性の喜びを享受しきれない場合もある。例を挙げるなら、「緊縛されたり、鞭打たれたり、浣腸されたりすることで快感を覚えることが変態性欲であり、それが異常だと思っている」相手を、「緊縛や鞭打ち、浣腸（その結果の、他人の眼前での排泄なども含む）という行為で快感を覚える、現実の自分自身を恥じないようにする」、そんな一種の教育をSM世界での「調教」と呼ぶ。
またあるいは、被虐者が責め手のきびしく淫猥な責めプレイなどに耐えかねて、「その羞恥や苦痛、恥辱から脱したい、もしくは周囲の人間に救いを求めたい」、などと思いかけた際に、「その思いを上まわる快楽やSMプレイへの欲求を、被虐者の心身に修得させ、改めてSMの世界に引きずり込む」ことも、同様の「調教」といえる。
ただし、あくまでSMプレイの範疇であり、精神的に追いつめると、意図しない結果を招くこともある。一般的に肉体的精神的苦痛を受けた人間は、苦痛を与える人間に従順になり、ある程度の命令に従うようになる。その傾向が強くなると、暴力ですら好意的にとらえ、相手に依存感情を持つ場合すらある。これはSMとは関係ない人間の適応機制の一種であり、防衛反応の一種である。

## その他
ニコニコ動画等の動画投稿サイトに投稿されるVOCALOID等の音声合成ソフトウェアを歌唱に用いた作品において、「より生身の人間らしい歌唱に近づけるために用いる技術やテクニック」を「調教」と呼ぶことがある。このような音声合成ソフトウェアは、発音が不明瞭または不適切だったり、音程が外れていたりすることが多いため、歌唱データのパラメータをデフォルトの値から変更することによって、よりリアリティのある歌声を作ることができる。
この呼称には、「VOCALOIDというシステムを擬人化した時に、初音ミク(それらのソフトウェアの一つ)などのキャラクターに歌を歌ってもらうように見えながらも、実際にはなかなかユーザーの思い通りの歌唱が再現できないジレンマが背景にある。一般的にお転婆な女の子をじゃじゃ馬と言うが、思ったとおりの歌唱をしてくれない初音ミクをじゃじゃ馬に見立て、それをパラメータ操作テクニックやエフェクトで適正な歌唱に修正していくという作業過程のイメージ」から生まれたと思われている。
これらの技術を施した作品(主にニコニコ動画)において、そのテクニックの高さ(歌唱の人間味)に応じて「良調教」「神調教」「鬼調教」(後者になるほど評価が高い)などの評価が付けられることがある。
現在では「調教」と言う言葉の持つ卑猥・侮蔑的なニュアンスなどから、「調声」と言った呼び方に変わりつつある。